# Polisportiva Libertas Livorno 1985-1986

## Stagione
Nella stagione 1985-1986, la Libertas Livorno, ha disputato il secondo campionato nazionale giungendo al primo posto e venendo promossa in A1, dopo una sola stagione dalla retrocessione. Contestualmente ha avuto il diritto di partecipare ai Play-Off scudetto, venendo eliminata al primo turno. In Coppa Italia arrivarono sino agli ottavi di finale. La società era sponsorizzata dalla Cortan per il primo ed unico anno. I colori adottati erano bianco e rosso come nel periodo Peroni.

## Roster
Rosa della squadra
|  | Naz.                   | Ruolo | Sportivo            |  |  |  |  |
|  | ---------------------- | ----- | ------------------- |  |  |  |  |
|  | Brasile (bandiera)     |       | Machado Andrade     |  |  |  |  |
|  | Italia (bandiera)      |       | Timante Binelli     |  |  |  |  |
|  | Italia (bandiera)      |       | Flavio Carera       |  |  |  |  |
|  | Italia (bandiera)      |       | Gianluca Ceccarini  |  |  |  |  |
|  | Italia (bandiera)      |       | Alessandro Fantozzi |  |  |  |  |
|  | Italia (bandiera)      |       | Andrea Forti        |  |  |  |  |
|  | Italia (bandiera)      |       | Massimo Giusti      |  |  |  |  |
|  | Stati Uniti (bandiera) |       | Mark McNamara       |  |  |  |  |
|  | Italia (bandiera)      |       | Alessandro Mori     |  |  |  |  |
|  | Stati Uniti (bandiera) |       | Kevin Restani       |  |  |  |  |
|  | Italia (bandiera)      |       | Massimo Rossi       |  |  |  |  |
|  | Italia (bandiera)      |       | Alberto Tonut       |  |  |  |  |